# Department of Government Efficiency
 "DOGE" omdirigeres hertil. For andre betydninger, se Doge (flertydig).
Department of Government Efficiency, normalt omtalt som DOGE, er et rådgivende organ i USA's regering, oprettet ved begyndelsen af præsident Donald Trumps anden embedsperiode. Det ledes af Trumps nære allierede, milliardæren Elon Musk og har til formål at finde storstilede besparelser på det amerikanske offentlige budget. DOGE's tiltag har skabt kontroverser, blandt andet fordi de tester den amerikanske regerings magt i forhold til den amerikanske Kongres. Flere forskere har således stillet spørgsmålstegn ved, om alle DOGE's handlinger er lovlige, og amerikanske domstole har flere gange bremset nogle af tiltagene.
Oprindeligt havde Musk estimeret, at han ville kunne spare $2 bia., så reducerede han senere dette til først til $1 bia., og senere til $150 mia.. Den 23. april 2025 påstpd DOGE at have sparet $160 mia.. Uafhængige analyser fandt dog at der var fejl i regnskaberne for milliarder af dollars. Musk, DOGE og Trump-administrationen havde har fremsat adskillige påstande om at have opdaget svindel, men ingen af dem har holdt stik efter granskning. Ifølge nogle kilder omdefinerer DOGE bedrageri for at målrette føderale ansatte og programmer for at opbygge politisk støtte; og budgetekserpet har udtalt at DOGE's nedskæringer primært blev drevet af politisk ideologi frem for sparsommelighed.

## Organisation
Selvom navnet "Department of ..." svarer til navnet på mange amerikanske ministerier, er DOGE ikke et officielt ministerium, men et midlertidigt rådgivende organ, der skal finde besparelser på det amerikanske føderale budget. DOGE blev oprettet 20. januar 2025 og er planlagt at ophøre 4. juli 2026.

## Historie
DOGE blev nævnt som et projekt allerede inden Donald Trumps valgsejr ved præsidentvalget i USA i november 2024. Oprindeligt blev det omtalt som et rådgivende organ, der skulle arbejde udenfor selve administrationen, og Musk og en anden forretningsmand og Trump-støtte Vivek Ramaswamy var udpeget til at lede det i fællesskab. De to blev imidlertid uenige om strategien, da Musk i stedet ønskede, at DOGE skulle arbejde som et team inde i regeringen, der havde adgang til fortrolig information. Ramaswamy tabte magtkampen og forlod DOGE, inden enheden blev søsat med Musk alene i spidsen og med en anden opbygning og status end den udmeldte plan under valgkampen.

## Ambitioner og kontroverser
DOGE udmeldte oprindelig et mål om at spare 2 billioner dollar på det føderale budget. Senere udtalte Musk, at han mente, at man var nødt til at skyde over målet, og hvis man udmeldte 2 billioner, havde man en god chance for at nå én milliard. Også dette mål ville dog ifølge flere amerikanske økonomer blive meget vanskeligt at nå, hvis man samtidig ville friholde områder som eksempelvis det amerikanske militær, som Trump tidligere har fredet, for besparelser.
DOGE og Musks ledelse er på flere måder kontroversiel og har vakt kritik fra blandt andet forskere og fra politikere fra Trumps parti Republikanerne. Ifølge professor i statskundskab Derek Beach tester Trump med DOGE magtforholdet til den amerikanske Kongres, idet det er Kongressen som den lovgivende magt, der bestemmer over budgettet, og det antagelig er ulovligt at fjerne offentlige institutioner, som Kongressen har skabt. Flere amerikanske domstole har sat en stopper for nogle af DOGE's konkrete tiltag. Formanden for Senatets finansudvalg, den republikanske senator Susan Collins, sagde i februar 2025, at hun mente, at Musk havde fået beføjelser langt udover, hvad hun fandt passende, og at mange af tiltagene formodentlig ville ende i retten.